# Kalimeris
Kalimeris fou un antic gènere de plantes que pertanyia a la família Asteraceae, avui dia és un sinònim del gènere àster.
Tenia 44 espècies descrites i només 14 acceptades. Són naturals de l'est d'Àsia, Xina, Corea i Japó, però també de Hawaii.
Fou descrit el 1825 per botànic francès Alexandre Henri Gabriel de Cassini (1781-1832).
La planta aconsegueix 1-1,5 m d'alçada. Té les fulles verd-blavoses, dentades, llargues i estretes. Els caps florals són solitaris o agrupats en inflorescències. Els discs florals són grocs; els raigs, blancs, rosats o porpra.

## Taxonomia
El gènere fou descrit per Alexandre Henri Gabriel de Cassini en Dictionnaire des Sciences Naturelles [second edition] 37: 464, 491. 1825.

## Espècies seleccionades
Heus ací una llista de les espècies del gènere Kalimeris acceptades fins a juny de 2012, ordenades alfabèticament. Per a cadascuna s'indica el nom binomial seguit de l'autor, abreujat segons les convencions i usos.
- Kalimeris altaica (Willd.) Nees exFisch.Mey. & Avé-Lall.
- Kalimeris ciliosa Turcz.
- Kalimeris coronata Sch.Bip.
- Kalimeris incisa (Fisch.) DC.
- Kalimeris indica (L.) Sch.Bip.
- Kalimeris integrifolia Turcz. ExDC.
- Kalimeris lancifolia J.q.fu
- Kalimeris lautureana (Debeaux) Kitam.
- Kalimeris longipetiolata (C.C.Chang) Ling
- Kalimeris mongolica (Franch.) Kitam.
- Kalimeris procera (Hemsl.) S.y.hu
- Kalimeris shimadai (Kitam.) Kitam.
- Kalimeris smithianus (Hand.-Mazz.) S.y.hu
- Kalimeris tatarica Lindl. ExDC.